# 操军镇
操军镇，中华人民共和国湖南省岳阳市华容县下属的一个镇，位于华容县西南部，藕池河南岸。相传宋代岳飞曾在此操练水军，遂名“操军”。

## 建制沿革
- 1956年，设操军乡；
- 1958年，属东风公社；
- 1959年，设操军公社；
- 1984年，改称操军乡；
- 1997年，改置操军镇。

## 行政区划
操军镇下辖1个居委会与18个行政村：
- 南岳庙居委会
- 合丰村、白莲村、护安村、南华村、东升村、向明村、蒲圻村、东港村、石华村、朝阳村、操军村、八股村、青雀村、六合村、留仙村、麦子村、马蹄村、油榨村、六角村、闸口村、岳城村、砚溪村、太仙村、中咀村、江黄村、石英村、洲子村
- 东湾湖渔场、朝阳湖渔场